# Положенцев, Дмитрий Дмитриевич
Дмитрий Дмитриевич Положенцев (18 мая 1928 — 28 февраля 2009) — советский и российский астроном, доктор физико-математических наук (1977).

## Биография
Родился 18 мая 1928 года. Окончил Ленинградский индустриальный техникум (1947, с отличием) и математико-механический факультет Санкт-Петербургского государственного университета (1952).
Трудовую деятельность начал младшим научным сотрудником Пулковской астрономической обсерватории, затем был заведующим вычислительной лабораторией (1955—1984) и заведующим лабораторией фундаментальной астрометрии (1984—1989). С 1989 года — старший научный сотрудник Главной астрономической обсерватории Российской академии наук (ГАО РАН).
В 1955 году по инициативе Положенцева и его активном участии в ГАО АН СССР была создана «машиносчётная станция», оборудованная счётно-аналитическими машинами; в 1956 году он возглавил её. Затем станция была оснащена ЭВМ «Минск-22» и в 1962 году была преобразована в вычислительную лабораторию. В дальнейшем стали использоваться более совершенные ЭВМ серии ЕС ЭВМ: ЕС-1020 и ЕС-1033. Д. Д. Положенцев активно участвовал в создании первой в СССР сети банков астрометрических данных и разработке методов редукции астрометрических меридианных наблюдений с помощью ЭВМ. По этой тематике им было опубликовано более 30 работ. В самой же вычислительной лаборатории под его руководством был создан банк астрометрических данных Пулковской обсерватории. Вычислительной лабораторией он руководил до 1984 года.
Д. Д. Положенцев был одним из организаторов визуальных и фотографических наблюдений первых ИСЗ, именно им было получено несколько десятков фотографий первых ИСЗ; им был выполнен ряд исследований по наземному сопровождению их запусков.
В 1964—1965, 1969—1970 годах находился в научных командировках в Чили. В 1969—1970 гг. он также читал лекции по астрометрии в Чилийском университете. После защиты диссертации «Система прямых восхождений ярких фундаментальных звёзд южного полушария неба» (Ленинград; Пулково, 1976. — 268 с.: ил.), написанной по результатам наблюдений и обработки данных полученных в Чили — доктор физико-математических наук. Результаты работы чилийской экспедиции вошли в международный сводный каталог, созданный по программе SRS (Southern Reference Star Catalog). С советской стороны, работой по созданию сводного каталога руководил Д. Д. Положенцев, который внёс большой вклад в достижении договоренности о создании двух версий сводного каталога SRS: Пулковской и Вашингтонской; затем они были объединены в единый каталог.
В 1980—1987 гг. — профессор Ленинградского государственного университета, читал лекции по астрометрии.
В 1988—1990 гг. руководил экспедицией ГАО РАН в Боливийскую национальную обсерваторию в Тарихе. Иностранный член-корреспондент Академии наук Боливии.
Возглавлял экспедиции (астрономо-геодезические работы):
- Полуостров Ямал (1949);
- Северный Урал (1951);
- Архангельская область (1955);
- Гомельская область (1957);
- Чили (1964 и 1969—1970) — меридианные наблюдения звёзд южного неба;
- Аргентина (1978) — выбор места для астрометрической экспедиции;
- Боливия (1988—1990) — фотографические наблюдения слабых звёзд южного неба.

Умер 28 февраля 2009 года. Похоронен на Пулковском кладбище вместе с женой, Татьяной Алексеевной, урожд. Шпагиной (1930—2009)).

## Избранная библиография
Опубликовал 176 научных трудов. Является автором учебных пособий: «Радио- и космическая астрометрия» (Л.: ЛГУ, 1982. — 76 с.); «Новые идеи и методы классической астрометрии» (Л.: ЛГУ, 1985. — 68 с.).
- Предварительный сводный каталог фундаментальных слабых звезд со склонениями от +90° до −20° (ПФКСЖ).: Каталог собственных движений звезд в четырёх рассеянных звездных скоплениях и в их окрестностях / М. С. Зверев, Дмитрий Д. Положенцев. — Издание Главной Астрономической Обсерватории в Пулкове, 1958. — 132 с.
- Триста лет астрономии в Санкт-Петербурге: исторический очерк и каталог выставки / Абалкин В. К., Карпеев Э. П., Положенцев Д. Д.; Главная (Пулковская) астрономическая обсерватория, Музей М. В. Ломоносова. — СПб.: Альманах, 2000. — 44 с., [14] л. ил.
- Зверев М. С., Положенцев Д. Д. Дифференциальная меридианная астрометрия в Пулкове // 150 лет Пулковской обсерватории — Л.: Наука, 1987. — С. 41—86.
- Современная астрометрия (по материалам 23-й астрономической конференции СССР) / Отв. редактор Положенцев Д. Д. — Л.: ГАО АН СССР, 1987. — 485 с.
- Сводный каталог фундаментальных слабых звезд со склонениями от +90° до −20° (ПФКСЗ-2) / М. С. Зверев, А. Н. Курьянова, Д. Д. Положенцев, Я. С. Яцкив. — Киев: Наукова думка, 1980, — 110 с.